# Сорокин, Сергей Васильевич
Сергей Васильевич Сорокин (25 января 1909 — 16 сентября 1980) — советский военачальник, военный лётчик, участник Великой Отечественной войны, Генерал-инспектор истребительной авиации Инспекции ПВО Главной инспекции МО СССР, генерал-майор авиации (08.08.1955).

## Биография
Родился 25 января 1909 года в деревне Володино Московской губернии, русский.
В Красной армии с ноября 1929 года.
После окончания Военно-теоретическую школу ВВС РККА в Ленинграде в 1930 году был направлен во 2-ю военную школу летчиков им. Осоавиахима в Борисоглебск для прохождения летного обучения. В марте 1932 года окончил её и был направлен в 56-ю истребительную авиационную бригаду ВВС Украинского военного округа (с 1935 года Киевский военный округ). Бригада базировалась на аэродроме Скоморохи (Житомирская область). Прошёл должности от младшего летчика до флагманского штурмана 35-й эскадрильи.
С 6 сентября 1938 года по 22 апреля 1939 года находился в НКВД под арестом. После освобождения с мая 1939 года командовал эскадрильей сначала в 40-м резервном полку, затем с сентября 1940 года — в 55-м истребительном авиаполку ВВС Одесского военного округа в Кировограде, Бельцах и Одессе. В ноябре 1940 года назначен на должность инспектора по технике пилотирования 20-й смешанной авиадивизии.
С началом войны в той же должности. В апреле 1942 года назначен на должность начальника отдела боевой подготовки Главного управления истребительной авиации ПВО. В июле 1944 года по личной просьбе переведен на должность командира 123-й истребительной авиационной дивизии ПВО в составе Южного, а затем Юго-Западного фронтов ПВО. Полки дивизии выполняли ПВО важнейших промышленных районов и объектов юга СССР, а также коммуникаций и баз снабжения 1-го, 2-го, 3-го и 4-го Украинских фронтов.
После войны продолжал командовать этой дивизией. Окончил курсы усовершенствования командиров и начальников штабов авиадивизий при Военно-воздушной академии в 1946 году. 
В марте 1948 ГОДА был назначен на должность начальника отдела боевой подготовки истребительной авиации войск ПВО страны. С сентября 1948 года исполнял должность заместителя начальника, а с февраля 1952 года — начальника Управления боевой подготовки истребительной авиации войск ПВО страны. С октября 1952 года — заместитель генерал-инспектора, а с мая 1953 года — старший инспектор Инспекции истребительной авиации Главной инспекции истребительной авиации Советской Армии. С июня 1954 года исполнял должность заместителя генерал-инспектора Инспекции истребительной авиации и радиотехнической службы войск ПВО страны. С ноября 1955 года — заместителя генерал-инспектора, с марта 1957 года — Генерал-инспектор истребительной авиации Инспекции ПВО Главной инспекции МО СССР.
В январе 1963 года уволен в запас.
Скончался 16 сентября 1980 года в Москве.

## Награды
- Орден Ленина[2];
- 2 ордена Красного Знамени[2];
- Орден Отечественной войны I степени[2];
- 2 ордена Красной Звезды[2];
- Медаль «За боевые заслуги» (03.11.1944);
- Медаль «За победу над Германией в Великой Отечественной войне 1941—1945 гг.» (09.05.1945);
- Медали[2].